# Carlos Sobrini
Carlos Sobrini Marín (Santesteban, 9 de mayo de 1925-Madrid, 6 de diciembre de 2020) fue un arquitecto español, premio Nacional de Arquitectura de 1959.

## Biografía
Se licenció en la Escuela Técnica Superior de Arquitectura de Madrid (ETSAM) donde obtuvo el Premio Nacional Fin de Carrera en 1952. Al año siguiente comenzó su docencia en la ETSAM como profesor ayudante de la cátedra de proyectos (1953-1969). 
En 1964 comenzó a impartir también clases en la Escuela Técnica Superior de Arquitectura de la Universidad de Navarra, creada ese mismo año. En 1968 obtuvo la cátedra de Proyectos en la Escuela Técnica Superior de Arquitectura de Sevilla. Hasta 1969 simultaneó la docencia en las tres universidadesː Madrid, Sevilla y Navarra. Se jubiló a finales de los años noventa en la Universidad de Navarra, donde asumió la presidencia del Tribunal de Proyectos de Fin de Carrera.

## Obras

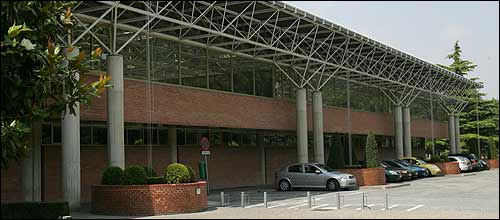
Escuela de Arquitectura de la Universidad de Navarra

Entre otras, destacan las siguientes obras:
- Hotel Baztán de Elizondo (1965).
- Edificio del Hexágono, que alberga las Facultades de Ciencias, Medicina, Farmacia y Enfermería de la Universidad de Navarra (1967).
- Escuela de Arquitectura de la Universidad de Navarra, junto con los arquitectos Rafael Echaide y Eugenio Aguinaga, en 1975.[2]
- Urbanización Entrecaminos, en Cizur Menor. Condominio residencial.
- Edificio del antiguo Banco Atlántico, en el Paseo Sarasate (Pamplona)[7]
- Delegaciones de Hacienda de Gerona, Las Palmas,[8] León y La Coruña.
- Aeropuerto de Barcelona
- Caja de Ahorros de Álava
- Teatro de la Ópera (Madrid)
- Aduana del Puerto Franco (Barcelona)
- Viviendas experimentales (Madrid)
- Canalización del río Manzanares
- Comunidad Residencial autosuficiente (San Sebastián)

## Premios y distinciones
A lo largo de su vida recibió, entre otras, las siguientes distncionesː
- Premio Nacional Fin de Carrera (1952).
- Premio Nacional de Arquitectura (1959).
- Comendador de la pontificia Orden de San Gregorio Magno.